# Richie Ryan
Richie Ryan è uno dei principali personaggi della serie televisiva Highlander, interpretato da Stan Kirsch con la voce italiana di Simone Mori. Appare già dall'episodio pilota quando tenta di rubare nel negozio di Duncan MacLeod. Il ragazzo ancora non sa di essere un immortale e Duncan lo prende sotto la sua ala protettrice.
L'idea di rendere Richie un immortale fu presa seriamente in considerazione già durante la lavorazione del primo episodio della serie, ma Bill Panzer, produttore esecutivo, scelse di posticipare questa idea per una seconda stagione.

## Caratteristiche
Richie Ryan è un ragazzo alto, magro e coi capelli arruffati, ricci e biondi e generalmente folti (nelle prime stagioni) ma successivamente (a partire dalla quarta stagione), con la crescita come uomo del personaggio, li porta tagliati corti. Richie è un ragazzo immaturo e irresponsabile, ma anche scaltro, astuto e dotato di uno spiccato senso dell'umorismo. Ha avuto un'infanzia difficile (non conosce i genitori) e per questo ha imparato a cavarsela da solo. È sempre pronto ad aiutare gli altri, ha un debole per le donne in difficoltà e gli piace il ruolo dell'eroe. È appassionato di motocross e il suo sogno è quello di diventare un pilota professionista.
Col proseguire della serie (e soprattutto dopo essere diventato immortale) il ragazzo matura parecchio, fino a diventare un uomo con un carattere ben distinto. Comincia anche ad avere un ruolo più attivo nelle avventure di Duncan MacLeod, assistendo (e qualche volta salvando) l'amico in quasi tutte le battaglie con gli altri immortali.

## Biografia del personaggio
Come molti altri immortali, Richie è orfano dalla nascita e vive a Seacouver di espedienti e piccoli furti. Quando cerca d'introdursi nel negozio di antiquariato viene sorpreso da Duncan MacLeod che, con una spada giapponese in mano, minaccia di tagliargli la testa. Subito dopo intervengono altri due immortali (Connor MacLeod e Slan Quince) per combattere con Duncan, ma il duello è fermato dall'arrivo della polizia. Appurata l'ingenuità di Richie, non ancora al corrente della sua immortalità, Duncan decide di non sporgere denuncia e lo obbliga a non dire a nessuno del duello a cui ha assistito. Richie rimane affascinato e incuriosito da quell'uomo, così inizia a seguirlo fino a vedere la fine del duello con Duncan che taglia la testa al suo nemico. L'uomo decide allora di raccontare a Richie il suo segreto e di adottarlo. Il ragazzo seguirà così Duncan e la sua compagna Tessa nelle avventure dell'uomo immortale.
Dopo un lungo soggiorno a Parigi, Duncan, Tessa e Richie tornano negli Stati Uniti. Qui Tessa e Richie vengono uccisi da un rapinatore, il ragazzo immortale si risveglia trovando Tessa morta tra le braccia di Duncan. Non passa molto tempo che Richie si trova ad affrontare il suo primo nemico immortale: l'irlandese Annie Devlin. La donna è in cerca di vendetta per la morte del marito avvenuta involontariamente a causa dello stesso Richie. Duncan conosce la forza della donna e aiuta Richie ad allenarsi per difendersi dagli assalti degli immortali che cercheranno di avvantaggiarsi dall'inesperienza del ragazzo. Sotto la guida di Duncan, Richie impara ad usare la katana e sconfigge Annie in duello, ma scopre di non avere il coraggio di tagliarle la testa e la risparmia. La donna lo ringrazia rinunciando a ogni desiderio di vendetta. Duncan regalerà poi una nuova spada a Richie, una rapier spagnola del XVI secolo che gli permette di sfruttare la sua velocità e tenere a distanza l'avversario più di quanto possa fare una katana.
Perfezionate le sue abilità con l'aiuto di Duncan, Richie si imbatte nel malvagio immortale Mako. Il giovane interviene per salvare una ragazza di nome Laura dalle molestie di Mako. La ragazza racconta di essere stata ingiustamente accusata di aver ucciso il marito e Mako è un cacciatore di taglie che la insegue. Richie e Laura cercano di fuggire, ma Mako non dà loro tregua e finisce con l'uccidere involontariamente la ragazza. Questo scatena la rabbia di Richie che sfida Mako a duello, mentre Duncan osserva la battaglia senza poter intervenire per via delle regole del gioco (un immortale non può mai interferire in un duello). Richie taglia la testa di Mako ed ottiene la sua prima Reminiscenza. Capisce di essere in grado di cavarsela da solo, saluta Duncan e parte per un viaggio da solo per maturare le sue abilità.
Ritornato in Francia, qui Richie diventa un famoso pilota di motocross, ma la sua carriera non dura a lungo. Durante una gara, infatti, "muore" e, per non svelare a tutti la sua immortalità, lascia la Francia e la sua carriera di pilota. Ritorna da Duncan e rimane a lavorare nel dojo di proprietà dall'amico.
Duncan, dopo aver ottenuto la Reminiscenza Nera ed essere diventato malvagio, tenta di uccidere Richie. Il giovane viene salvato in tempo dall'Osservatore Joe Dawson che spara a Duncan diversi colpi di pistola. Dopo un lungo periodo, Duncan, ritornato in sé, ritorna da Richie per riconciliarsi con lui. Il giovane, ancora sconvolto dall'immagine di Duncan che prova a decapitarlo, è all'inizio ostile all'amico, ma decide di perdonarlo dopo che MacLeod gli ripara la spada, distrutta dopo il combattimento con l'immortale Carter Wellan.
Dopo essere ritornato in Europa, Richie affianca Duncan nella lotta contro il demone Ahriman. La battaglia è più dura del previsto e nella lotta il malvagio demone inganna MacLeod prendendo le sembianze di Richie, James Horton e Kronos. Sul luogo dello scontro giunge anche il vero Richie e Duncan, credendolo Ahriman, lo decapita. Il demone si allontana dalla scena compiaciuto, mentre Duncan riceve la Reminiscenza del suo pupillo. Sul posto giungono anche Methos e Joe Dawson che non possono fare altro che constatare il decesso di Richie. Duncan, afflitto dal dolore, si sente in colpa per la morte dell'amico e chiede a Methos di decapitarlo, ma questi rifiuta.
L'ultima apparizione di Richie è nell'episodio conclusivo della serie, ambientato in una realtà alternativa dove Duncan MacLeod non è mai esistito. In questa realtà, Richie viene reclutato da Methos nei Cavalieri dell'Apocalisse. Il giovane, però, fallisce l'ordine di uccidere Joe Dawson e Methos lo punisce decapitandolo.

## Uccisioni nelGioco
Tutti gli Immortali sono obbligati a combattere tra di loro nel Gioco (The Game in originale). Quando un immortale è decapitato da un suo simile parte del suo potere e della sua conoscenza viene riversato nel vincitore del duello. Nel 1994 Richie diventa Immortale e, come tale, comincia a prendere parte al Gioco ed inizia a sfidare altri immortali. Di seguito vengono riportati gli immortali uccisi da Richie nel corso della serie:
1. Mako, 1994[10]
2. Ivan Kristov, 1995[16]
3. Mikey Bellows, 1995[17]
4. Grant Makim, 1996 (solo in Watcher Chronicles, un CD-ROM pubblicato dai produttori della serie)
5. Alec Hill, 1996[18]
6. Carter Wellan, 1996[13]
7. William Culbraith, 1996[19]